# Tetrapedia
Tetrapedia is een geslacht van vliesvleugelige insecten uit de familie bijen en hommels (Apidae)

## Soorten
- T. albodecorata Moure, 1999
- T. alfkeni Cockerell, 1914
- T. amplitarsis Friese, 1899
- T. atripes Smith, 1854
- T. basalis Smith, 1879
- T. bipartita Moure, 1999
- T. clypeata Friese, 1899
- T. curvitarsis Friese, 1899
- T. diversipes Klug, 1810
- T. fuliginosa Friese, 1925
- T. garofaloi Moure, 1999
- T. helvola Moure, 1999
- T. hemileuca Moure, 1999
- T. hypoleuca Moure, 1999
- T. imitatrix Moure, 1999
- T. longipes Vachal, 1909
- T. maura Cresson, 1878
- T. melampoda Moure, 1999
- T. nigropilosa Moure, 1999

- T. ornata (Spinola, 1853)
- T. peckoltii Friese, 1899
- T. pulchella Moure, 1999
- T. pyramidalis Friese, 1899
- T. rugulosa Friese, 1899
- T. spanosticta Moure, 1999
- T. xanthorrhina Moure, 1999